# Paranemoura claasseni
Paranemoura claasseni is een steenvlieg uit de familie beeksteenvliegen (Nemouridae). De wetenschappelijke naam van de soort is voor het eerst geldig gepubliceerd in 1996 door Baumann.